# 小行星19660
小行星19660（19660 Danielsteck）是一颗绕太阳运转的小行星，为主小行星带小行星。该小行星于1999年9月9日发现。

## 轨道参数
小行星19660的轨道半长轴为2.3254080 UA，离心率为0.110。